# التعليم في بولندا
التعليم الإجباري في بولندا يدوم لمدة تسع سنوات إبتداء من سن الخامسة أو السادسة. ينقسم التعليم الإجباري إلى مرحلتين: الابتدائية وتدوم لمدة ست سنوات والثانوية الدنيا التي تدوم لمدة ثلاث سنوات، في نهاية هذه المرحلة يجتاز التلاميذ امتحانات نهائية. بعد إنتهاء مرحلة التعليم الإجباري للتلاميذ فإن لهم الحرية في الاختيار بين المدرسة الثانوية العليا، أو «الليسيوم» الذي يدوم لمدة ثلاث سنوات، أو «التكنيكوم» الذي يدوم لمدة أربع سنوات.وكلها تنتهي بتقديم امتحان الماتورا (وهو امتحان شبيه بالبكالوريا الفرنسية) ويسمح للتلاميذ بالالتحاق بالجامعة. الشهادات الممكن الحصول عليها من الجامعات البولندية هي البكالوريوس، الماجستير والدكتوراه.
تأسست وزارة التربية البولندية سنة 1773 من طرف الملك ستانيسواف أغسطس بونياتوفسكي وهي الأولى من نوعها في العالم.
مؤشر بيرسون للذكاء وضع بولندا، سنة 2014، في المرتبة الرابعة أوروبيا والعاشرة عالميا. نظام التعليم الحالي قائم على إصلاحات 1999.

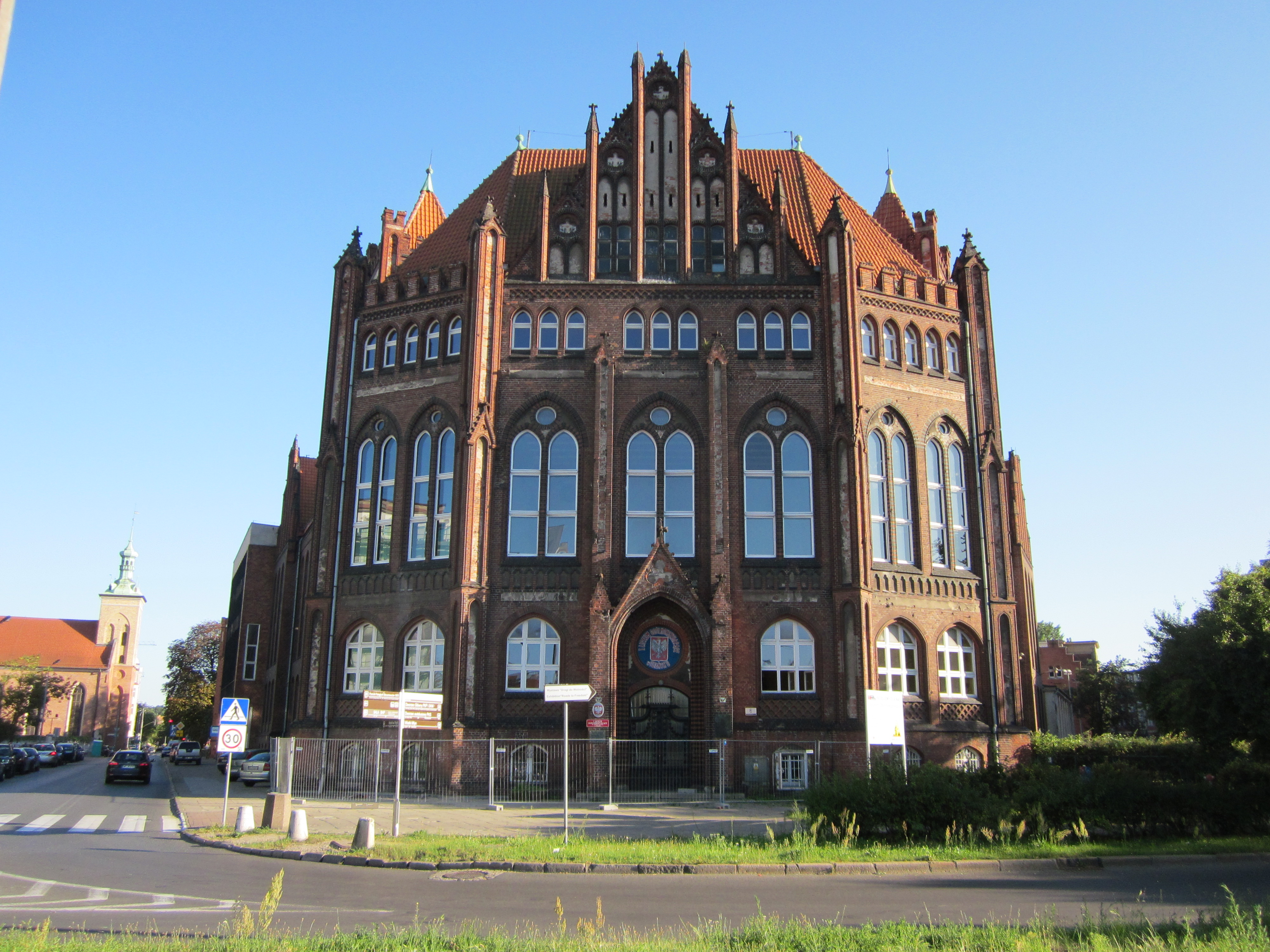
مدرسة ثانوية في غدانسك.

## التعليم الإجباري

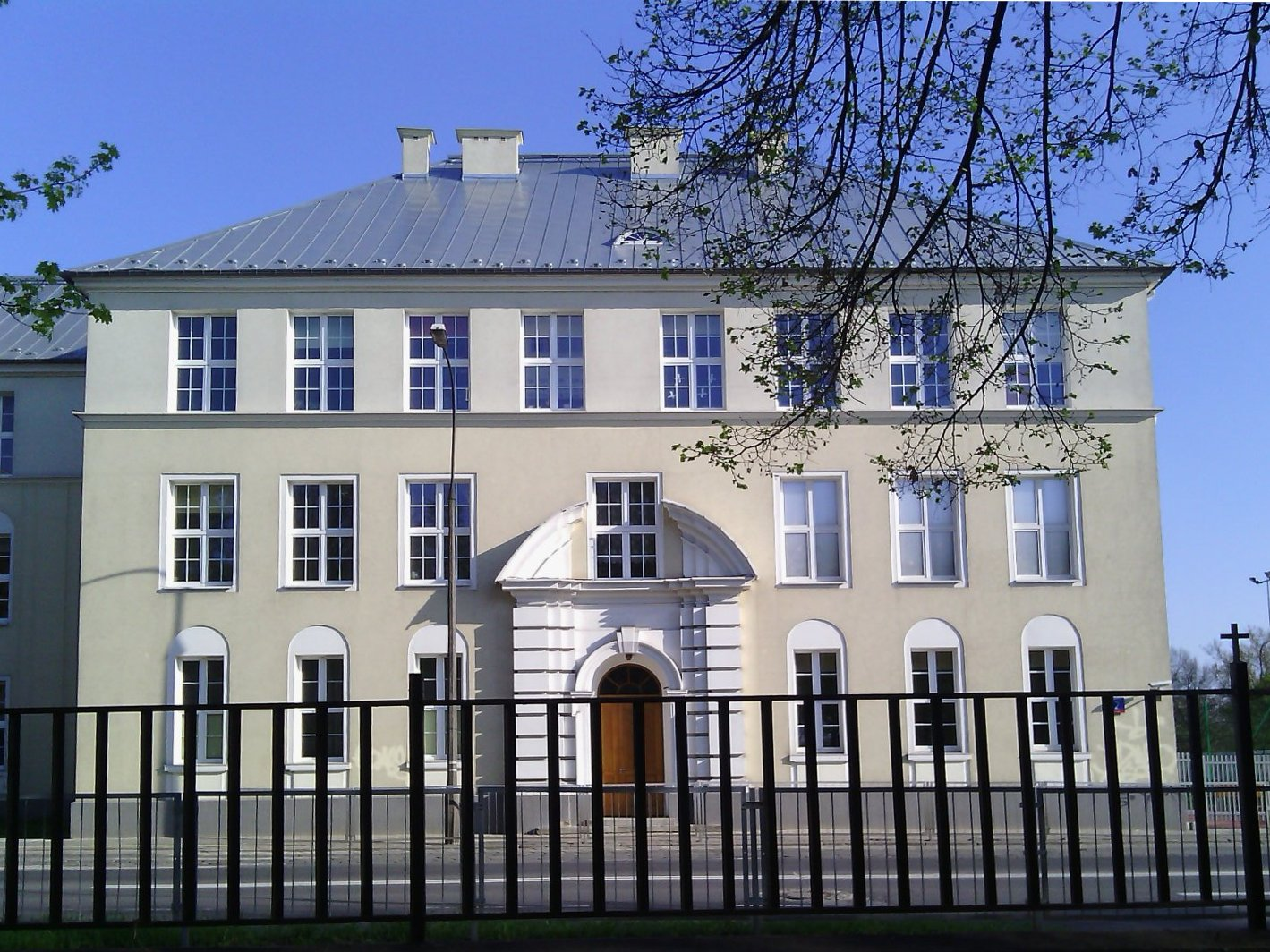
مدرسة ابتدائية في وارسو.

### المرحلة الابتدائية
بدءا من السنة الدراسية 2012/2013 فإن التلاميذ يلتحقون بالمدرسة في سن السادسة بدلا من السابعة.
يقسم التعليم الابتدائي بدوره إلى قسمين وكل قسم يشتمل على ثلاث سنوات. خلال القسم الأول يتولى معلم واحد تدريس كل المواد، أما خلال القسم الثاني فكل مادة معلم خاص بها.
في نهاية التعليم الابتدائي يطلب من التلاميذ إجراء امتحان دولي لإثبات المستوى، وكل تلميذ ناجح يتحصل على شهادة مغادرة المدرسة الابتدائية، إلا أن هذه الشهادة اختيارية وليست مطلوبة للدخول إلى المدرسة الثانوية الدنيا.

### المرحلة المتوسطة
المرحلة المتوسطة أو المرحلة الثانوية الدنيا تدوم لثلاث سنوات ويتم خلالها تدريس المواد الآتية: اللغة البولندية، التاريخ، التربية المدنية، لغتين أجنبيتين، الفيزياء والفلك، الكيمياء، البيولوجيا، الجغرافيا، الفنون الجميلة والموسيقى، التكنولوجيا، النظم المعلوماتية، التربية الرياضية والدين أو الأخلاق. تقييم التلاميذ يكون بناء على العمل المستمر وامتحانات تجري في بعض، وليس كل، المواد السابقة.

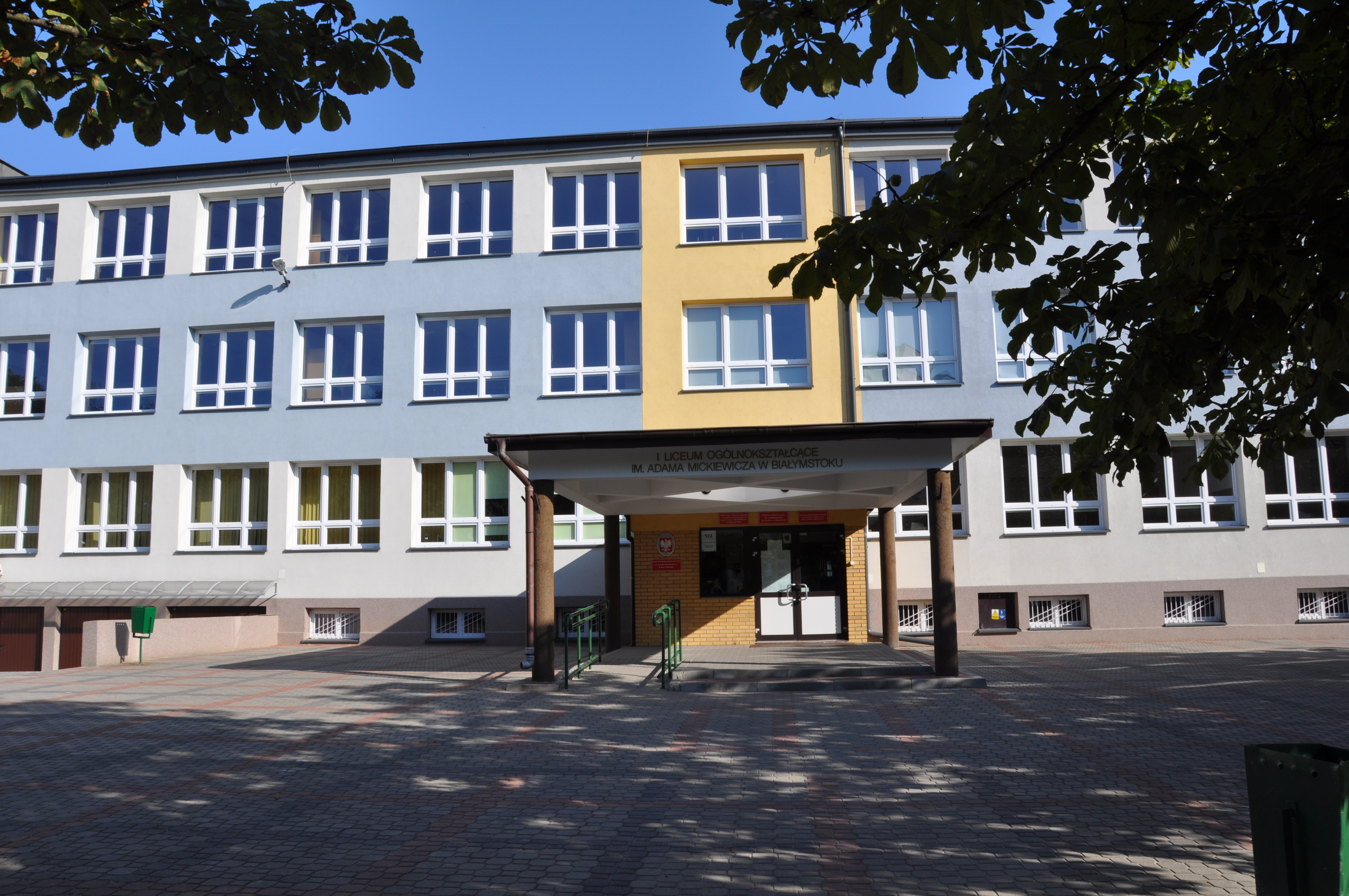
ثانوية في بولندا.

## المرحلة الثانوية العليا
تلي المرحلة الثانوية العليا مرحلة التعليم الإجباري، والهدف منها سواء تحضير التلاميذ لسوق العمل أو للتعليم العالي، لذا يوجد عدة أنواع من التعليم الثانوي العالي:
مسارالتعليم العام ويدوم لثلاث سنوات، مسارالتعليم التقني أو المهني ويدوم لأربع سنوات. كل منهما ينتهي بـشهادة الماتورا. تسمح هذه الشهادة في المدارس الثانوية العامة بالالتحاق بمؤسسات التعليم العالي، أما في مسار التعليم المهني فيسمح بدخول سوق العمل. أهم التخصصات الموجودة في المدارس المهنية والتقنية هي: محاسب، ميكانيكي، مختص في الكهرباء ومندوب مبيعات. بعض التخصصات يمكن أن تدرس في عامين مثل: طباخ، بستاني، حلاق وخباز.
التلاميذ ذو الإعاقات، الحركية أو الذهنية، يلتحقون بمدارس خاصة تحضيرهم لإجتياز امتحان الماتورا خلال ثلاث سنوات.

## التعليم العالي
تتبع بولندا مشروع بولونيا القاضي بتقسيم التعليم العالي لثلاث سنوات تتوج بالبكالوريوس تتبع بسنتين تتوّجان بالماجستير. بعض التخصصات تدوم دراسة الماجستير فيها ما بين 4 إلى 6 سنوات (5 سنوات في الصيدلية و 6 سنوات في الطب). يمكن للطلبة الحصول على شهادة الدكتوراه بعد 3 سنوات إضافية. توجد معاهد مهنية عليا خاصة لتدريب الأساتذة لمختلف الأطوار. التلاميذ المتخرجون من المدارس الثانوية المهنية بإمكانهم الإلتحاق بمؤسسات تعليم عالي خاصة تضمن برامج تعليمية تدوم لمدة عام ونصف.

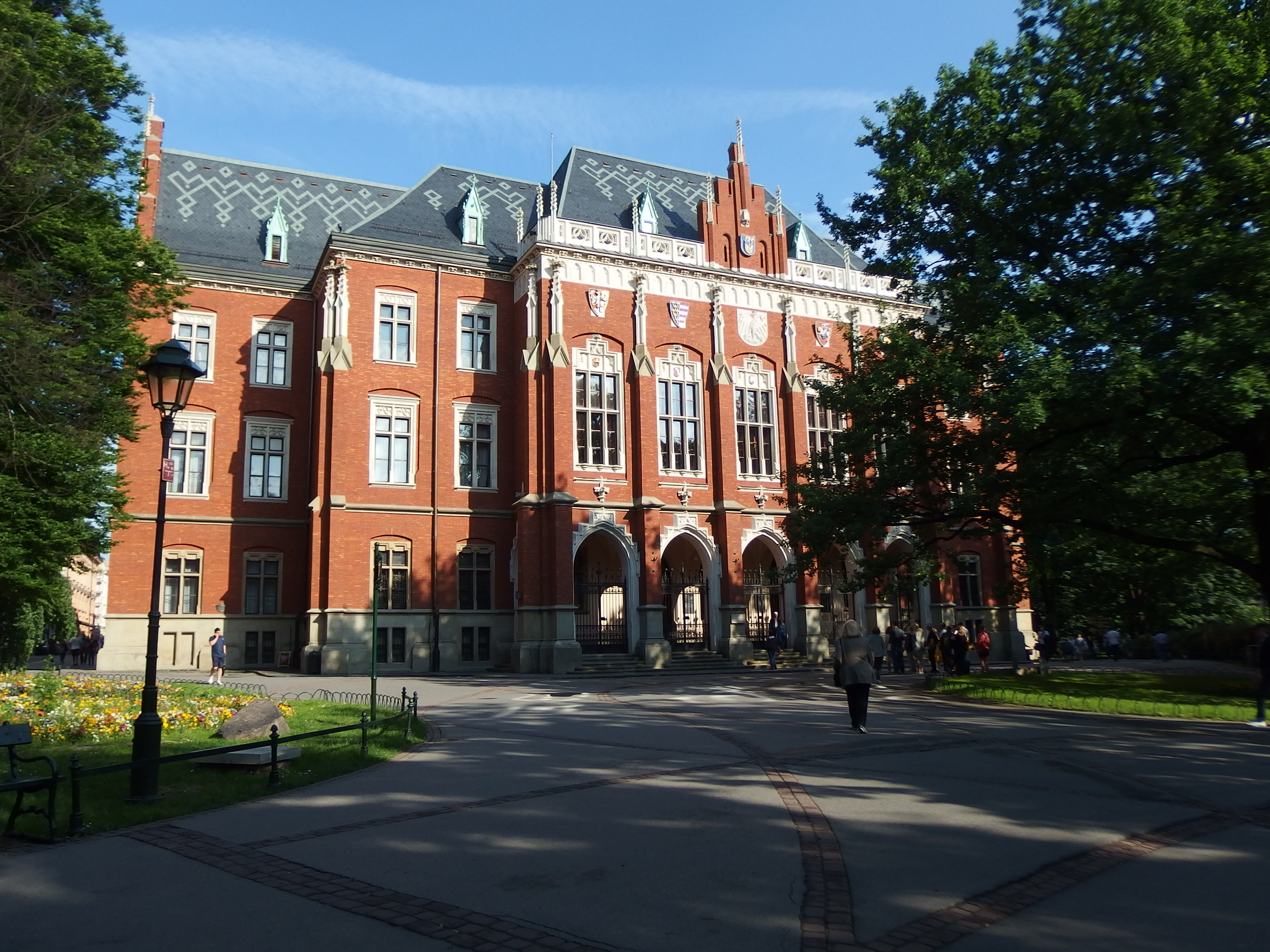
جامعة في بولندا.

### نظام التقييم في الجامعات
تستعمل الجامعات نظام تقويم تتراوح النقاط فيه بين 2 إلى 5، كما تستعمل فواصل 0.5. إذا حصل الطالب على 2.0 يعد راسبا، 3.0 هي أدنى نقطة مقبولة و 5.0 هي أعلى علامة يمكن الحصول عليها، علامة 2.5 غير موجودة.
تقسم السنة الجامعية إلى سداسيين، ويخضع الطلبة لامتحانات في نهاية كل سداسي. نقاط بعض المواد تعتمد على الامتحانات فقط، في حين أن نقاط مواد أخرى تعتمد على تقييم عمل الطلب طيلة كل السداسي إضافة للامتحان. في التقييم المستمر يتم استعمال نظام تنقيط مختلف عن نظام 2-5 لكن فيما بعد يتم جمع كل النقاط وتحويلها للسلم السابق الذكر.
على الطلبة الراسبين إعادة اجتياز الامتحان في المادة التي رسبوا فيها، وهذا أمر شائع جدا في الجامعات البولندية خاصة بين طلاب السنوات الأولى.

## اللغات الأجنبية
عادة ما يتعلم التلاميذ في بولندا لغة أو لغتين أجنبيتين بعد اللغة البولندية، علما أن الإصلاحات الجديدة تلزم التلاميذ بتعلم لغتين بعد اللغة البولندية، حسب إحصاءات سنة 2005-06 فإن اللغات الأجنبية الأكثر شيوعا ورواجا بين التلاميذ هي: الإنجليزية 67.9%، الألمانية.5%، الفرنسية 13.3%، الإسبانية 10.2%، الروسية 6.1%، الإيطالية 4.3%، اللاتينية 0.6%، لغات أخرى 0.1%.
خلال نفس العام، 2005-06 أشارت الإحصاءات لوجود حوالي 49,200 ينتمون للأقليات العرقية، أغلبهم من الألمان والأوكرانيين والبيلاروسيين.

## التاريخ
النظام التعليمي في بولندا يعد واحد من أقدم الأنظمة في أوروبا، حيث ومنذ القرن الـ12 اهتم حكام بولندا بتطوير التعليم وسرعان ما أصبح الشعب البولندي الأكثر تعلما بين شعوب أوروبا.
تضم مكتبة كاتدرائية كراكوف، التي أسست سنة 1110، أعمال بولندية وأوروبية قيمة. جامعة جاغيالونيان هي أقدم جامعة في البلاد، تأسست سنة 1364 من طرف الملك كاسيمير الثالث في كراكوف، وهي أيضا واحدة من أقدم الجامعات الأوروبية. في عام 1773 أسس الملك ستانيسلاف جمعية التربية الوطنية لتكون بذلك أقدم وزارة تربية في العالم.
فكرة التعليم الإجباري ظهرت لأول مرة سنة 1555 . بعد تقسيم بولندا تم فرض التعليم الإجباري في الأجزاء البولندية التابعة لبروسيا سنة 1825، لكن هذا الإلزام تلاشى مع وقوع البلاد تحت السيطرة الروسية، حيث أن الإمبراطورية الروسية لم تطبق سياسة التعليم الإجباري، ولهذا كان ثلث شعب بولندا أميا سنة 1921 بعد الاستقلال من الإمبراطورية الروسية، وقد واجهت بولندا المستقلة نقصا في المرافق التعليمية والأساتذة الأكفاء المحترفون. بعد الحرب العالمية الثانية، ظل التعليم الإجباري من أولويات الحكومة، حيث نجحت في خفض نسبة الأمية إلى 1.2 من المائة بحلول عام 1978.

## روابط خارجية
- الدراسة في بولندا.
- التعليم في بولندا.
- الاعتراف بالشهادات الأجنبية في بولندا.
- موقع وزارة التربية البولندية.
- هيكل التعليم في بولندا.
- خصائص التعليم في بولندا.